# Dariusz Sajdak
Dariusz Sajdak (ur. 26 sierpnia 1967 w Stalowej Woli) – polski piłkarz grający na pozycji napastnika.
Dariusz Sajdak piłkarską karierę rozpoczynał w Stali Stalowa Wola. Był jej czołowym strzelcem w rozgrywkach II ligi oraz jednym z głównych autorów historycznego awansu stalowowolskiego klubu do I ligi w 1987 pod wodzą trenera Władysława Szaryńskiego. W najwyższej polskiej klasie rozgrywkowej zadebiutował w sezonie 1987/1988, a przez następne cztery również w niej występował – najpierw w latach 1988–1991 w barwach Stali Mielec, a później ponownie w Stali Stalowa Wola.
Dariusz Sajdak rozegrał łącznie w I lidze 133 mecze i strzelił w nich 35 goli. Najwięcej bramek zdobył w sezonie 1991/1992, w którym dziesięciokrotnie pokonywał bramkarzy rywali. Mimo wysokiej skuteczności nie pomógł wówczas Stali Stalowa Wola utrzymać się w lidze. Ostatnie występy w najwyższej polskiej klasie rozgrywkowej zaliczył w rundzie jesiennej sezonu 1993/1994. Sajdak kontynuował później swoją karierę w Ładzie Biłgoraj, Alicie Ożarów i Granicy Lubycza Królewska.
Od 2005 Sajdak był trenerem Unii Skowierzyn. Zrezygnował w lutym 2008 z powodów zdrowotnych. W maju tego samego roku powrócił do szkolenia piłkarzy tego klubu. W styczniu 2010 został zastąpiony przez Piotra Bożyka.